# Enfermedad de Degos
La enfermedad de Degos o papulosis atrófica maligna es una vasculopatía extremadamente rara que afecta el recubrimiento interior de los vasos sanguíneos (tanto venas como arterias) medianos y pequeños, lo que lleva a la oclusión (bloqueo) y al infarto del tejido.
Los vasos sanguíneos afectados incluyen a los que suministran a la piel, tracto gastrointestinal, y sistema nervioso central. Esto puede dar lugar a la isquemia del intestino (isquemia mesentérica o colitis isquémica), lesiones de piel crónicas, lesiones oculares, accidente cerebrovascular, lesiones espinales, mononeuritis múltiple, epilepsia, dolores de cabeza o desórdenes cognoscitivos. También, se han reportado derrames pleurales o pericárdicos. No tiene cura conocida, y frecuentemente desemboca en la muerte. 
El pronóstico de esta enfermedad puede ser fatal con una supervivencia media de 2 o 3 años,
aunque a veces suele ocurrir una forma benigna (acantoma de Degos) que afecta solamente la piel. Existen menos de cincuenta pacientes vivos y certificados alrededor del mundo, y menos de 200 documentados en la literatura médica. Las opciones de tratamiento son escasas, consisten principalmente en antiagregantes plaquetarios o anticoagulantes o inmunosupresores , y el efecto de dichos tratamientos está limitado a los casos reportados.
Se ha sugerido que esta no es una patología aislada, sino el resultado final de varios desórdenes vasculares sistémicos.
Esta enfermedad debe su nombre a Robert Degos quien la identificó como un caso clínico en 1942, luego de que esta fuera descrita por Kohlmeier en 1941.

### Lectura adicional
- Scheinfeld N. Malignant atrophic papulosis. Clinical & Experimental Dermatology. September 2007;5:483-487.
- Caso de Enfermedad de Degos en ficción : Serie HOUSE M.D. Temporada 6 Episodio 5, "Instant Karma".